# Rinodina aurantiaca
Rinodina aurantiaca är en lavart som beskrevs av Sheard. Rinodina aurantiaca ingår i släktet Rinodina och familjen Physciaceae.   Inga underarter finns listade i Catalogue of Life.